# Can Congostell
Can Congostell és una masia del municipi de Vilanova del Vallès (Vallès Oriental) inclosa en l'Inventari del Patrimoni Arquitectònic de Catalunya.

## Descripció
Edifici aïllat de planta rectangular. Consta de planta baixa i dos pisos d'alçada. Està cobert amb teulada a quatre vessants. Té adossats edificis annexos a ambdós costats d'alçada inferior i coberta a una vessants. La façana és de composició simètrica, portal adovellat en el centre i finestres d'arc pla de carreus i ampit. És remarcable la finestra de l'esquerra flanquejada per pilastres estriades, ampit i guardapols sobresortint. A la dreta hi ha una torreta de defensa.

## Història
És una de les masies més antigues i importants del terme. Apareix documentada el s. IX en el cartoral de Sant Cugat. Existia un capbreu de l'església parroquial del s. XIII-XIV (desaparegut a la Guerra Civil), on es constava l'existència del mas, aquest torna a aparèixer en el fogatge de 1553. Al llarg dels segles XVI-XVII era la casa més rica de Vilanova, ja que tenia gran quantitat de terres i masos. A meitats del s. XVII es reconstrueix la casa, és a dir en temps de Jaume Congostell "qui la feu tota fins els fonaments per haver-la espatllada lo rey en temps que son pare governava". El s. XVIII comença a perdre importància i el s. XIX desapareix el cognom Congostell.